# Peter V. Brett

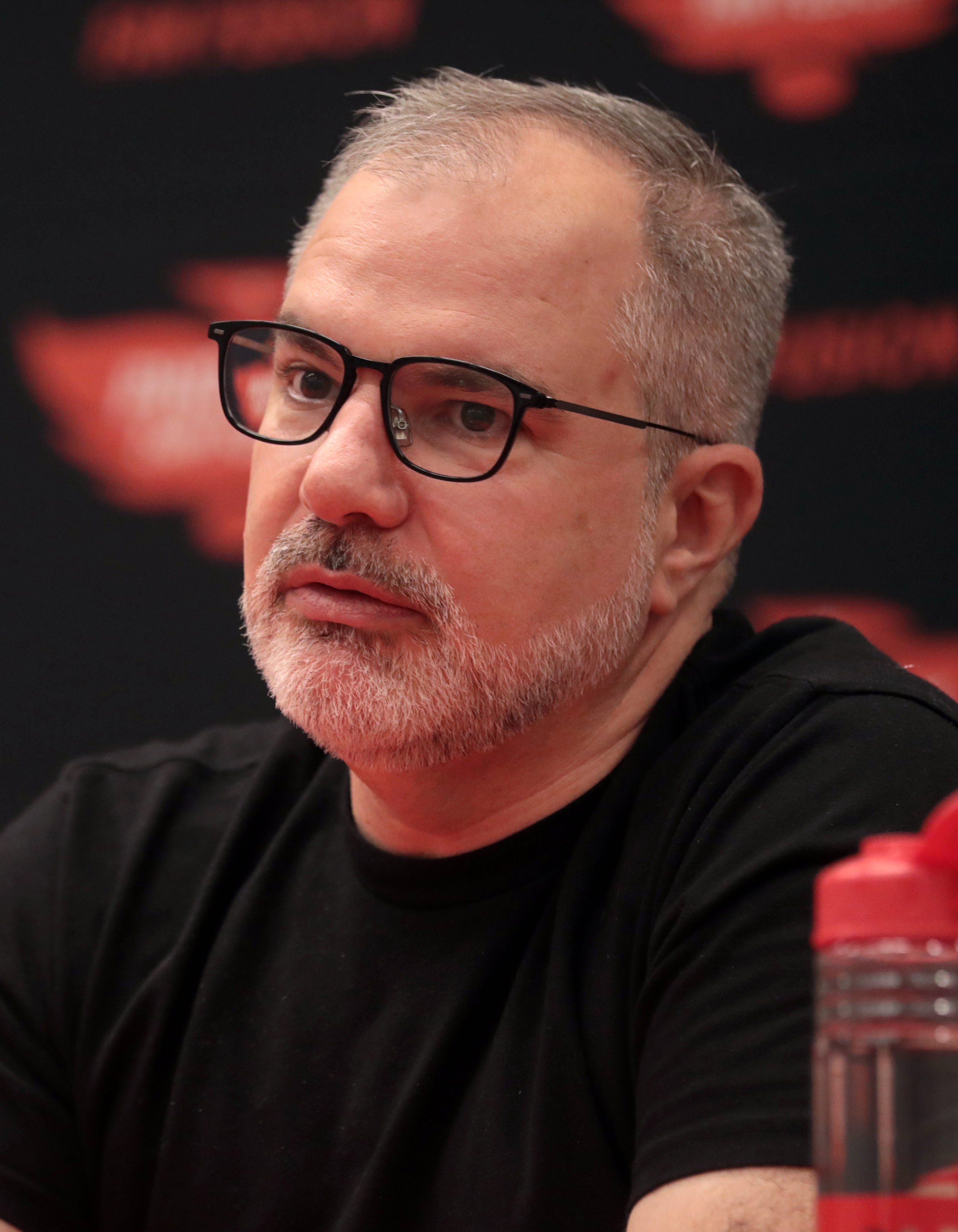
Peter V. Brett (2022)

Peter V. Brett (New Rochelle, 8 de fevereiro de 1973) é um escritor americano. É o autor do Demon Cycle (Ciclo do Demónio (título em Portugal) ou Ciclo das Trevas (título no Brasil)), cujo primeiro volumeː The Painted Man  (O Homem Pintado (título em Portugal) ou O Protegido (título no Brasil)), foi publicado em Portugal pela editora ASA/1001 Mundos, em 2009, traduzido por Renato Carreira.e no Brasil pela editora DarkSide Books, em 2015. O livro e suas sequências foram traduzidos em vinte e três idiomas.

## Biografia
Peter Brett estudou Literatura Inglesa e História da Arte na Universidade de Buffalo, terminando a licenciatura em 1995, após a qual passou mais de dez anos a trabalhar no ramo das publicações farmacêuticas antes de se dedicar à escrita a tempo inteiro. Desde muito cedo desenvolveu um grande interesse pela fantasia. Vive em Brooklyn com a sua mulher e filha. Também gosta de comics  e role playing game (RPG).

### Ciclo do Demónio / Ciclo das Trevas
| # | Título original  | Portugal            | Portugal | Portugal   | Brasil             | Brasil  | Brasil     |
| # | Título original  | Título              | Páginas  | Publicação | Título             | Páginas | Publicação |
| - | ---------------- | ------------------- | -------- | ---------- | ------------------ | ------- | ---------- |
| 1 | The Painted Man  | O Homem Pintado     | 648      | 2009       | O Protegido        | 520     | 2015       |
| 2 | The Desert Spear | A Lança do Deserto  | 738      | 2010       | A Lança do Deserto | 720     | 2015       |
| 3 | The Daylight War | A Guerra Diurna     | 796      | 2013       | A Guerra da Luz    | 768     | 2017       |
| 4 | The Skull Throne | O Trono dos Crânios | 752      | 2016       |                    |         |            |
| 5 | The Core         | O Núcleo            | 872      | 2018       |                    |         |            |

#### Obras relacionadas
| Título original                    | Portugal                          | Portugal | Portugal   | Brasil | Brasil  | Brasil     |
| Título original                    | Título                            | Páginas  | Publicação | Título | Páginas | Publicação |
| ---------------------------------- | --------------------------------- | -------- | ---------- | ------ | ------- | ---------- |
| The Great Bazaar and Other Stories | O Grande Bazar e Outras Histórias | 312      | 2015       |        |         |            |

### The Nightfall Saga
Passa 15 anos após o livro The Core
- The Desert Prince (2021)